# مسجد چهاربرکه
مسجد چهاربرکه یا مسجد حاج رجبعلی موحدی اولین و قدیمی‌ترین مسجد روی آب ایران است و در کنار بازار قیصیریه لار قرار دارد. پلان مسجد چهاربرکه کاملاً مشابه این بازار و به صورت صلیبی است. مساحت این مسجد ۸۱ متر مربع است و با پنجره‌هایی که در چهار گوشه مسجد از سمت آب‌انبار زیر آن تعبیه شده، هوای این مسجد حتی در تابستان بسیار داغ جنوب، خنک و مطبوع است. در این مسجد دو کتیبه وجود دارد که یکی از تعمیر بنای آن در سال ۱۳۰۷ هجری قمری خبر می‌دهد و دیگری کتیبه‌ای گجراتی مربوط به دورهٔ صفویه سال ۱۰۵۱ هجری قمری است که به تغییر کاربری آن اشاره می‌کند که حکایت از قدمت بیشتر این مسجد دارد.
این بنا در قدیم، آب‌انبار کاسبان بازار بوده و از ۳۵۰ سال قبل به مسجد تغییر کاربری داشته است و همچنان مردم از آب آن استفاده می‌کنند.
این مسجد به شماره ۱۲۷۰۳ در تاریخ ۱۹ مردادماه ۱۳۸۴ به ثبت آثار ملی ایران رسیده است.

## تاریخچه
آنچه از کتیبه‌های درون مسجد و روایات به دست می‌آید این بنا کاربردی غیر از مسجد داشته و به عنوان محلی برای شورا و تصمیم‌گیری‌های اهالی بازار قیصریه بوده و حدود ۳۵۰ سال هست که به مسجد تبدیل شده اما هر آنچه هست قدمت تاریخی آن به بیش از دورهٔ اسلامی برمی‌گردد.

## توصیف بنا
کنار پلان بازار قیصریه لار، یک آب‌انبار شامل ۴ آب‌انبار صندوقچه‌ای و مستطیلی به صورت صلیبی و یک آب‌انبار دایره‌ای در مرکز قرار دارد. پلان این مسجد مدور شبیه پلان بازار قیصریه صلیبی است و در واقع می‌توان گفت ماکت قیصریه روی این مسجد پیاده شده و سقف مسجد چهاربرکه از طاق‌های دو لنگه‌ای هفت و پنج استفاده شده که به صورت دالان به هم نزدیک شده است، یعنی شرق به غرب، غرب به شرق، شمال به جنوب و جنوب به شمال، تا اینکه به هم نزدیک شده‌اند و مربع وسط که به صورت دو طبقه ایجاد شده است.
سقف اول از سقف چهار سوی پایین‌تر گرفته شده است تا بتواند هوای خنک و مرطوب از طریق پنجره‌ها وارد شبستان مسجد شود، طبقه دوم به صورت هشت ترک طاق‌ها اجرا و به هم متصل شده است که چهار سوی آن به چهار دالان برکه وصل شده و چهار سوی دیگر مابین چهار دالان است.
عرض دالان‌های مخزن آن حدود ۶/۴ متر و طول دالان و بازوی شمالی، جنوبی آن ۳۸ متر و طول دالان و بازوی شرقی، غربی آن حدود ۴۳ متر است، عمق مخزن آن حدود هشت متر و از کف آن تا بالای بام برکه‌ها حدود ۱۲ متر ارتفاع دارد که حدود سه میلیون لیتر آب را در خود جای می‌دهد، این مسجد قدمتی بیش از ۶۰۰ سال داشته و از زمان دقیق ساخت آن اطلاعی در دست نیست.